# Viola jaccardii
Viola jaccardii är en violväxtart som beskrevs av Wilhelm Becker. Viola jaccardii ingår i släktet violer, och familjen violväxter. Inga underarter finns listade i Catalogue of Life.